# 格鲁吉亚编年史纪念碑
格鲁吉亚编年史纪念碑（罗马化音译: sakartvelos mat'iane, 英语意译: Chronicle of Georgia）是位于格鲁吉亚第比利斯水库附近基尼山上的一座纪念建筑。它由雕塑家祖拉布·采列捷利设计，1985年始建，但从未完全完工。纪念碑位于一组大型台阶的顶部，从不同方向俯瞰城市北部。有16根顶部相连的青铜巨柱，高度在30-35米之间，上半部分刻有格鲁吉亚历代君主和英雄，而下半部分则描绘了新约圣经故事。除了青铜柱子外，还有一个葡萄藤十字架，纪念首次将基督教带入格鲁吉亚的圣尼诺，以及一座小教堂。

## 背景

### 位置
格鲁吉亚编年史位于基尼山上，这是第比利斯北部的一座山。这座纪念碑位于纳扎拉德维区，通过无名英雄街道可以抵达。该纪念碑还因位于第比利斯海的最北端而独特。

### 历史
格鲁吉亚编年史详细记录了格鲁吉亚的历史。直立人自旧石器时代以来一直生活在格鲁吉亚并缓慢发展。此外，最早的酿酒证据也在格鲁吉亚被发现。"这标志着驯化植物和农业的引入。植物栽培的出现是任何文化发展中最重要的事件——如此重要，以至于欧洲史前史的这一时期被称为'农业革命'。"（Sears 5）上述部分描述了格鲁吉亚人的酿造和陶器技术。"在基督教时代开始后，在这些定居的以贝类为食的人们的文化中发生了一场小革命。他们开始制作陶器！"（Sears 4）因此，格鲁吉亚的制陶技术也展示在格鲁吉亚编年史的顶部。格鲁吉亚于1801年被俄罗斯帝国吞并。后来又于1921年被苏联吞并，并更名为格鲁吉亚苏维埃社会主义共和国。在苏联时期，祖拉布·采列捷利用苏联资金建造了这座纪念碑。20世纪90年代初，由于苏联解体和俄格战争，资金短缺，纪念碑从未完全竣工。直至今日，建造工作仍断断续续进行。

### 基督教
格鲁吉亚编年史的很大一部分与宗教有关。格鲁吉亚的启蒙者圣尼诺是一位在格鲁吉亚传教基督教的女性。葡萄藤十字架是她的象征。格鲁吉亚编年史旁边的教堂是纪念她的教堂。她在格鲁吉亚的许多教堂中都有记载，如格鲁吉亚东正教会。格鲁吉亚在公元337年开始信仰基督教。这一年，米里安三世国王宣布基督教为国教。基督教的传播使古代格鲁吉亚文字消失，取而代之的是融合了希腊正字法和叙利亚字母的新文字。然而，基督教的传播促进了文学和艺术的发展。

## 旅游
前往纪念碑的路上有一组大型台阶。在这里，人们可以俯瞰整个第比利斯。纪念碑附近是第比利斯海，这是一个1953年建成的人工湖。水库长8.75公里，宽约2.85公里。最深处深45米。表面海拔在海平面以上650-800米。

## 雕塑家

### 生平
祖拉布·康斯坦丁诺维奇·策列泰利于1934年1月4日出生于第比利斯，是一位格鲁吉亚-俄罗斯大型纪念碑雕塑家和建筑师。他在第比利斯国立艺术学院学习。毕业后，他留在格鲁吉亚科学院研究格鲁吉亚民间艺术。随后，策列泰利成为第比利斯苏联艺术基金会工业联合体的高级大师。他在世界各地设计了许多纪念碑。在制作格鲁吉亚编年史的同时，他还在莫斯科提希尼卡亚广场建造了"永远的友谊"纪念碑。该纪念碑象征着俄罗斯和格鲁吉亚之间的友谊。他的职业生涯备受争议，因为据说他与俄罗斯政府有所牵连。直到2014年3月，艺术家的助手向格鲁吉亚新闻表示，他"通常不涉及政治"。

## 图库

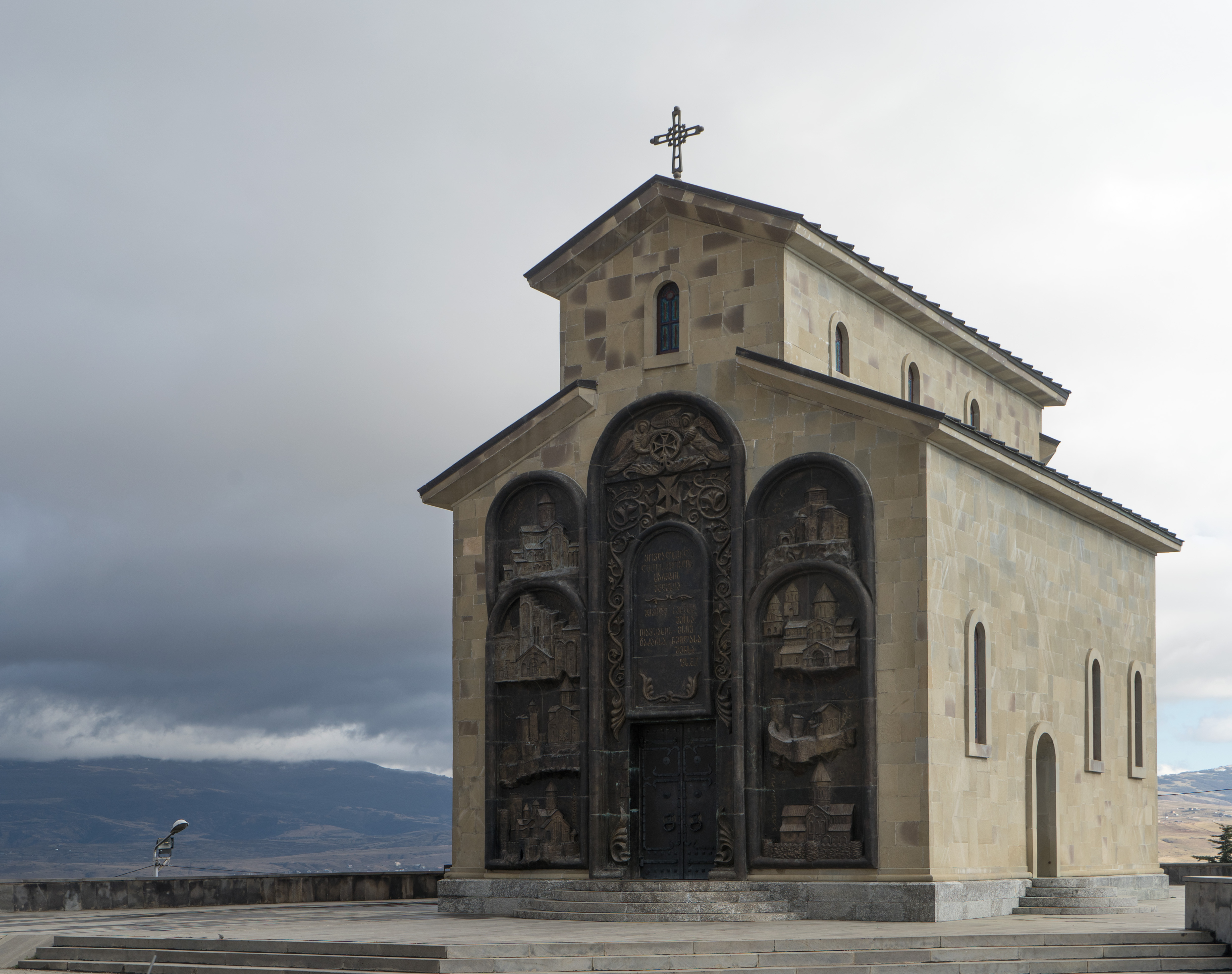
格鲁吉亚编年史纪念碑旁的报喜教堂